# Liste der Bodendenkmale in Bad Schmiedeberg
In der Liste der Bodendenkmale in Bad Schmiedeberg sind alle Bodendenkmale der Stadt Bad Schmiedeberg und ihrer Ortsteile aufgelistet. Grundlage ist die Veröffentlichung der Landesdenkmalliste mit Stand vom 25. Februar 2016.  Die Baudenkmale sind in der Liste der Kulturdenkmale in Bad Schmiedeberg aufgeführt.
| Denkmal-ID | Fundart             | Ortsteil         | Bezeichnung                            | Zeitstellung       | Lage                                                                                        | Bemerkungen | Bild                                    |
| ---------- | ------------------- | ---------------- | -------------------------------------- | ------------------ | ------------------------------------------------------------------------------------------- | --- | --------------------------------------- |
| 428300818  | Grabmal > Grabhügel | Bad Schmiedeberg | Hügelgräberfeld                        | undatiert          | nördlich Ortsteil Moschwig Lage                                                             | 15 GH konnten festgestellt werden |                                         |
| 428300805  | Grabmal > Grabhügel | Dübener Heide    | Hügelgräberfeld, 111 Grabhügel         | Bronzezeit         | Wald 1 km nördlich Söllichau Lage                                                           | 111 teils gut sichtbare, teils eingeebnete Hügelgräber (forstwirtschaftliche Schäden). Weitere 42 Grabhügelverdachtsstellen. |                                         |
| 428300804  | Grabmal > Grabhügel | Dübener Heide    | Hügelgräbergruppe, 11 Grabhügel        | Bronzezeit         | 2 km nordwestlich Söllichau                                                                 | Grabhügel durch forstwirtschaftliche Maßnahmen (Streifenpflügen und Neubepflanzung mit Eichen) stark abgeflacht, 11 Hügelgräber noch erkennbar, |                                         |
| 428300716  | Grabmal > Grabhügel | Korgau           | Hügelgräber                            | Bronzezeit         | 1,5 km südöstl. vom Ort, 2 Hügel Lage                                                       | Gut erhaltene Grabhügelformen. |                                         |
| 428300725  | Grabmal > Grabhügel | Merkwitz         | Hügelgräber                            | Bronzezeit         | 1,0 km nordwestlich vom Ort                                                                 | Insgesamt 19 Grabhügelstellen, 16 Grabhügel sind markant, 3 weitere sehr große könnten auch Sanddünen sein. Diese sind sehr stark mit Brombeergestrüpp bewachsen. |                                         |
| 428300763  | Grabmal > Grabhügel | Meuro            | Grabhügel                              | undatiert          | 600 m südwestlich Ort                                                                       | Die Fläche war ehemals offen und wurde aufgeforstet, kein Grabhügel erkennbar. |                                         |
| 428300728  | Grabmal > Grabhügel | Meuro, OT Ogkern | Hügelgräbergruppe, 10 Grabhügel        | Bronzezeit         | 2,3 km südöstl. vom Ort,                                                                    | 8 Grabhügel lokalisiert, teilweise gestört. In der Geländemitte zeigt sich ein Graben, welcher vom Militär genutzt worden sein könnte. |                                         |
| 428300727  | Grabmal > Grabhügel | Meuro, OT Ogkern | Grabhügel                              | Bronzezeit         | 2,5 km südöstl. vom Ort                                                                     | |                                         |
| 428300986  | Grabmal > Grabhügel | Meuro            | Hügelgräberfeld, 54 Grabhügel          | Bronzezeit         | Koordinaten fehlen! Hilf mit.                                                               | 1960 unter Schutz gestellt. |                                         |
| 428300734  | Grabmal > Grabhügel | Meuro            | Hügelgräbergruppe, 5 Grabhügel         | Bronzezeit         | ca. 800 m SSW von Scholis                                                                   | |                                         |
| 428300726  | Befestigung > Wall  | Meuro            | Wallanlage „Schloßberg“                | Mittelalter        | 1,5 km nördl. vom Ort Lage                                                                  | Topografisch befindet sich die Bezeichnung Schlossberg (126,7 m) 430 m weiter südlich. Die nördliche Erhebung (118,5 m) ist an ihrer nördlichen Seite eine steilabfallende Geländekuppe. |                                         |
| 428300779  | Grabmal > Grabhügel | Pretzsch         | Grabhügel                              | Bronzezeit         | im Feld 1,8 km westnordwestl. Sachau                                                        | Kein OBD! – evtl. Grabungs- oder Luftbildbefund? Vor Ort nicht lokalisiert. Keine Strukturen im DGM erkennbar. |                                         |
| 428300780  | Grabmal > Grabhügel | Pretzsch         | Grabhügel                              | Bronzezeit         | 1 km süd-südwestlich Ort                                                                    | Grabhügelkoordinaten beziehen sich auf eine abgedeckte Sandgrube einer ehemaligen Glasmanufaktur. Auf dem Gelände ist kein Grabhügel feststellbar. |                                         |
| 428300778  | Befestigung > Burg  | Pretzsch         | Schloss Pretzsch                       | Mittelalter        | im Ort Lage                                                                                 | Schloss-, Schlosspark-, Konzertplatz, Schloss hat eine tiefe Gründung, wobei einige Fundamente wegen der Dicke und des Materials in die Zeit der Burgbebauung datiert werden konnten. |                                         |
| 428300881  | Grabmal > Grabhügel | Reinharz         | Grabhügel                              | Bronzezeit         | ca. 1,35 km westl. von Reinharz, Richtung „Heidemühle“                                      | Gelände mit tiefen Spuren und Furchen. Totholzlagen. Wahrnehmung von Grabhügelstellen (4 noch markant). Es handelt sich um ein stark eingeebnetes Grabhügelfeld, welches noch Reststellen ausweist. Diese haben einen Durchmesser von 6 bis 16 m, und besitzen ca. 0,5 m Resthöhen.                       | Grabhügel bei Reinharz-Bad Schmiedeberg |
| 428300882  |                     | Reinharz         | besonderer Hügel „Wilhelmshöhe“        | Neuzeit (ab ~1500) | ca. 700 m südwestlich vom Schloss; deutlich sichtbar; von Ackerfläche umschlossen Lage      | Dieser Hügel war offensichtlich Bestandteil einer Landschaftsgestaltung / Parkanlage, die der Besitzer nach 1836 für seine Kinder zur Erinnerung vornehmen ließ. Die älteren Reinharzer Bürger kennen diesen markanten Hügel unter der Bezeichnung Wilhelmshöhe                                           |                                         |
| 428300731  | Grabmal > Grabhügel | Reinharz         | Hügelgräberfeld, 20 Grabhügel          | Bronzezeit         | am Heidemühlenteich, 2,2 km westl. vom Ort, Gruppe von 20 Hügeln Lage                       | Das Hügelgräberfeld ist durch einige gut erhaltene Grabhügel (Höhe 1–1,5 m) relativ gut lokalisierbar. |                                         |
| 428300770  | Grabmal > Grabhügel | Reinharz         | Grabhügel (-gruppe), mind. 5 Grabhügel | undatiert          | 1,5 km nord-nordöstlich Ort Lage                                                            | Das am 1. August 1988 unter Schutz gestellte Hügelgrab konnte nicht eindeutig lokalisiert werden. Die angegebenen Koordinaten verweisen zwar auf eine leichte Geländeanhöhe, aber ohne Anzeichen eines eindeutigen Grabhügels.                                                                            |                                         |
| 428300735  | Grabmal > Grabhügel | Scholis          | Hügelgräbergruppe (8 Grabhügel)        | Bronzezeit         | 1,0 km südwestl. vom Ort, Gruppe von 8 Hügeln Lage                                          | 5 Grabhügelverdachtsstellen, 3 relativ sichere Grabhügel – weitere Grabhügel möglich, jedoch durch dichten Bewuchs schwer einzuschätzen |                                         |
| 428301141  | Grabmal > Grabhügel | Söllichau        | Hügelgräberfeld, 129 Grabhügel         | undatiert          | nahe Fpl. 20 OA Dübener Heide                                                               | 129 Grabhügel, z. T. durch Forstwirtschaft deformiert, überwiegend flach, |                                         |
| 428300756  | Befestigung > Burg  | Söllichau        | Befestigung, Burg                      | Mittelalter        | im Ort, Hackschberg, „Kurze Straße“ Lage                                                    | Ein hier anschließender Hügel war ehemals eine Gemeindedeponie, welche heute als Weide bewirtschaftet wird. Am Standort der vorgegebenen GIS-Koordinaten lag ehemals der älteste Gutshof des Ortes. |                                         |
| 428300857  | Grabmal > Grabhügel | Söllichau        | Hügelgräber ident. mit 428300856       | Bronzezeit         | 1,2 km nordöstlich vom Ort Lage                                                             | |                                         |
| 428300755  | Grabmal > Grabhügel | Söllichau        | 2 Grabhügel                            | Bronzezeit         | 900 m südsüdwestlich von Ort im Feld, im südöstlich angrenzenden Wald Grabhügelbefunde Lage | |                                         |
| 428300856  | Grabmal > Grabhügel | Söllichau        | Hügelgräberfeld, 84 Grabhügel          | Bronzezeit         | 1,2 km nordöstlich vom Ort Lage                                                             | |                                         |
| 428300737  | Grabmal > Grabhügel | Splau            | Grabhügel                              | Bronzezeit         | 0,5 km westl. vom Ort Lage                                                                  | 1 GH rel. sicher erkennbar: Dm ca. 18–20 m, Höhe 1–1,30 m, aufgeforstet und überprägt, dabei vermutlich auch abgeflacht. |                                         |
| 428300739  | Befestigung > Burg  | Trebitz          | Wasserburg „Schloß“                    | 965/1004           | östlicher Ortsrand Lage                                                                     | ovale Anlage durch Gutsbetrieb im 19. Jh. überbaut, zum Teil ergraben, früher Heim für Aussiedler später für geistig Behinderte. Grabung 1997/98. Weiter nördlich auf dem heute übersiedelten Ortschaftsbereich müsste sich die Vorburg erstreckt haben. Vermutlich eine mittelalterliche Niederungsburg. |                                         |